# Amicale laïque de la Madeleine d'Évreux football
 (novembre 2024).
Si vous disposez d'ouvrages ou d'articles de référence ou si vous connaissez des sites web de qualité traitant du thème abordé ici, merci de compléter l'article en donnant les références utiles à sa vérifiabilité et en les liant à la section « Notes et références ».
L'Amicale laïque de la Madeleine d'Évreux football abrégé en ALM Évreux football est un club français de football basé à Évreux fondé en 1964 de la fusion des clubs de l'AS Cheminots Évreux et de l'AS Madeleine Évreux.
Le club fusionne en juin 2009 avec l'Évreux AC pour former l'Évreux Football Club 27.
Le club a joué deux saisons en Division entre 1983 et 1985.

## Palmarès
- DH Normandie (3)
  - Champion : 1981, 2002, 2009

## Joueurs
- Bernard Mendy
- Mathieu Bodmer[1]
- Steve Mandanda[1]
- Philippe Montanier[1]
- Brice Samba[1]
- Ousmane Dembélé[1]
- Rafik Guitane[1]